# معجزه رود هان
معجزهٔ رود هان به دوره‌ای گفته می‌شود که کرهٔ جنوبی توانست پس از جنگ کره (۱۹۵۳-۱۹۵۰) به رشد اقتصادی سریع دست یابد. کره جنوبی در این دوره توانست از یک کشور در حال توسعه به کشوری توسعه‌یافته تبدیل شود. دوران بازسازی و توسعهٔ کره جنوبی در نیمهٔ دوم سده بیستم میلادی با رویدادهایی نظیر میزبانی موفقیت‌آمیز المپیک تابستانی ۱۹۸۸ و میزبانی مشترک جام جهانی فوتبال ۲۰۰۲ همراه بود. همچنین در این دوران شرکت‌های خانوادگی بزرگ یا چایبول‌ها مثل سامسونگ، ال‌جی و هیوندای رشد کردند.
اصطلاح معجزهٔ رود هان برگرفته از اصطلاح معجزه رود راین که به تولد دوبارهٔ اقتصاد آلمان غربی پس از جنگ جهانی دوم گفته می‌شود گرفته شده است. این قیاس نخستین بار توسط چانگ میون نخست‌وزیر جمهوری دوم کره جنوبی در سخنرانی سال نو (۱۹۶۱) انجام شد. وی در آن زمان از مردم کره جنوبی خواست همچون مردم آلمان غربی سختی‌ها را تحمل کنند تا به موفقیت‌های مشابه دست یابند. برخی بر این باورند که تشبیه پیشرفت کره جنوبی به معجزه درست نیست و با این کار سختکوشی کارگران کره‌ای نادیده گرفته می‌شود. پس از پیشرفت‌های معجزه‌آسای کره جنوبی، این کشور به عنوان مدل اقتصادی برخی کشورهای در حال توسعه انتخاب شد. کره جنوبی پس از حدود ۶۰ سال سختکوشی در نوامبر ۲۰۱۰ به گروه ۲۰ پیوست و پاداش بازسازی و نوسازی خود را گرفت.

## تاریخچه

### پیش‌زمینه
کره در میان سال‌های ۱۹۱۰ تا ۱۹۴۵ یکی از مستعمرات امپراتوری ژاپن بود. با سرمایه‌گزاری‌های ژاپنی‌ها در این شبه جزیره به‌ویژه در دهه‌های ۱۹۳۰ و ۱۹۴۰ میلادی مراحل صنعتی‌سازی، نوسازی و رشد اقتصادی آغاز شد. کمک‌های خارجی و سود مبادلات ارزی در طول استعمار ژاپن موجب تأسیس هشت شرکت بزرگ و رشد شرکت‌های کوچک گردید. با این حال ثمرات این رشد اقتصادی به ساکنان ژاپنی کره می‌رسید و بیشینهٔ کره‌ای‌ها فقیر باقی ماندند. اقتصاد کره با وقوع جنگ اقیانوس آرام ضعیف شد چون ژاپن از منابع اقتصادی و انسانی کره در این جنگ استفاده می‌کرد. ژاپنی‌ها در این زمان کره‌ای‌ها را مجبور به تلفیق در فرهنگ خود کرده و کره یکی از فقیرترین ملل عالم شد.

### ۱۹۴۸ تا ۱۹۶۰: جمهوری نخست و جنگ کره
تقسیم شبه‌جزیره کره به دلیل وقوع جنگ کره باعث شد قیمت املاک ۲۵٪ سقوط کند. جمهوری نخست کره جنوبی پس از جنگ تأسیس شد و تحت مدیریت ایسونگمن ری تا ۱۹۶۰ ادامه یافت. اقتصاد کره جنوبی در این زمان تا حد زیادی متکی بر کشاورزی بود. دولت نظامی ارتش آمریکا در کره با تصویب قانون اصلاح اراضی کشاورزی در سال ۱۹۵۰، زمین‌هایی را که پیش از آن در اختیار ژاپنی‌ها بود بین کره‌ای‌ها توزیع کرد و بدین شیوه نسلی از صندوق‌های خصوصی به وجود آمد.

### ۱۹۶۰ تا ۱۹۶۱: جمهوری دوم
دومین جمهوری کره جنوبی تنها یک سال دوام آورد اما سیاست‌ها و ایدئولوژی آن تأثیر هنگفتی بر تاریخ و اقتصاد این کشور گذاشت. چانگ میون که نخست‌وزیر کره جنوبی در این زمان بود به همراه حزب دموکراتیک کره (همانند جمهوری نخست) موضع سختی علیه کمونیسم داشتند اما در عین حال سیاست اقتصادی دولت را مبتنی بر سرمایه‌داری و توسعهٔ مودت و همکاری‌های اقتصادی با ژاپن بنا نهادند.

### ۱۹۶۱ تا ۱۹۶۳: شورای عالی بازسازی کشور
در سال ۱۹۶۱ کودتایی در کره جنوبی به فرماندهی تیمسار پارک چونگ هی داد و حزب دموکراتیک از قدرت کنار زده شد. در نتیجه یک هیئت نظامی تحت نظارت شورای عالی بازسازی کشور اداره امور را در دست گرفت. در همین زمان بود که نخستین برنامه پنج‌ساله کره جنوبی نوشته و اجرا شد. این برنامه یکی از پایه‌های مهم معجزهٔ رود هان بود. هدف از این برنامه، توسعهٔ اقتصاد کشور از طریق گسترش کشاورزی و صنایع تولید انرژی مثل زغال‌سنگ و نیروی برق؛ توسعهٔ صنایع پایه مثل کودهای شیمیایی، سیمان، پالایشگاه‌های نفت، آهن و فولاد؛ توسعهٔ سرمایه‌های بالاسری اجتماعی مثل جاده‌ها، راه‌آهن و بنادر؛ بهره‌برداری کامل از منابع بی‌کار از قبیل افزایش اشتغال؛ حفاظت و بهره‌برداری از زمین؛ تشویق به صادرات به منظور بهبود تراز پرداخت‌ها؛ و تشویق علم و فناوری بود. هر چند برنامهٔ پنج‌سالهٔ نخست نتوانست تغییرات سریعی در خودکفایی اقتصادی کره جنوبی ایجاد کند اما شرایطی را از لحاظ رشد و نوسازی ایجاد کرد که نوید موفقیت اقتصادی و اصلاحات اساسی در آینده را می‌داد.
گفته می‌شود شعار تیمسار پارک مبنی بر «رفتار با کارمندان بمثابهٔ خانواده» باعث شد تا بهره‌وری نیروی کار کره جنوبی افزایش یابد و به موفقیت اقتصادی این کشور کمک کند. این در حالی است که منتقدان امروزی او را یک دیکتاتور نظامی می‌دانند که ناقض سیستماتیک حقوق بشر و طرفدار سانسور (بیشتر در مواجهه با افکار کمونیستی) بود. در نظام تک‌حزبی شورای عالی بازسازی کشور، حزب حاکم به اقلیت کوچکی از نظامیان حاکم پاسخگو بود و بازسازی اقتصادی کره جنوبی در این زمان بیش از هر چیز وابسته به نقض حقوق بشر از طریق بکارگیری ارزان نیروی کار تحقق یافت.
قوانین اخلاقی که در این زمان تصویب شدند محدودیت‌های حکومت نظامی و مقرراتی در خصوص البسه و موسیقی برقرار کردند. در طرحی تحت عنوان یوشین کاهیوک (اصلاحات زندگی نو) که توسط حکومت پیاده شد، سینمای کره وارد تاریک‌ترین دورهٔ خود گردید. پارک بر این باور بود که کره جنوبی هنوز آمادهٔ دموکراسی و آزادی نیست. وی گفته بود: «نمی‌توان بدون انقلاب اقتصادی به دموکراسی رسید». پارک بر این باور بود که فقر ملت آن را آسیب‌پذیر می‌سازد و بنابراین برقرار دموکراسی ضروری‌ترین تکلیف حکومت نیست بلکه نابودی فقر باید در اولویت باشد. سرویس اطلاعات ملی کره جنوبی در دوران او تبدیل به نهادی هولناک شد و مخالفان حکومت را دائماً به زندان می‌انداخت. پارک چونگ هی در ۲۶ اکتبر ۱۹۷۹ توسط کیم جای گیو رئیس سرویس امنیتی کره کشته شد و حکومتش به پایان رسید.

### ۱۹۶۳ تا ۱۹۷۲: جمهوری سوم
کره جنوبی در طول جمهوری سوم ۸۰۰ میلیون دلار تحت عنوان ادعاهای ارضی از ژاپن دریافت کرد. کره در این دوره بیش از هر چیز به کمک خارجی نیازمند بود. بیشتر این کمک‌ها از سوی ایالات متحده به کره جنوبی داده می‌شد تا جبران کمک‌های این کشور به آمریکا در جنگ ویتنام را کرده باشد. حکومت از این کمک‌های مالی برای ایجاد یک اقتصاد خودپشتیبان استفاده کرد و جنبش سِمال اوندونگ (جنبش روستای نو) را راه انداخت تا از طریق آن مناطق روستایی را توسعه دهد. در این زمان رهبری مقتدرانهٔ دولت (با وجود آنکه امروزه از آن انتقاد می‌شود) و همچنین بکارگیری مؤثر نیروی کار ارزان از عوامل مؤثر در رشد اقتصادی کره جنوبی در این دوره بودند.

### ۱۹۷۲ تا ۱۹۸۱: جمهوری چهارم
حکومت کره جنوبی در طول جمهوری چهارم از شکوفایی صنایع سنگین، فولاد و الکترونیک پشتیبانی کرد. یکی از مزایای حمایت دولتی از این بخش‌ها این بود که صاحبان این صنایع هیچ قید و بندی در هزینه‌ها احساس نمی‌کردند چون می‌دانستند که حکومت از رشد آنها حمایت می‌کند. با رشد اعتماد مصرف‌کننده به صنایع سنگین، متعاقباً پول به اقتصاد سرازیر شد.

### ۱۹۸۱ تا ۱۹۹۷: تغییر ساختار بازارها
کره جنوبی در انتهای سال ۱۹۹۵ توانسته بود خود را به رتبهٔ یازدهمین اقتصاد جهان برساند و از چشم‌انداز تیره و تاری که پس از جنگ برای آن پیش‌بینی می‌شد کاملاً دور شود. با این حال مشکلات ساختاری همچنان در نظام مالی و سیاسی این کشور وجود داشت. پیش از آن هر گاه مشکلات اقتصادی پیش می‌آمد، نظامیان حاکم به ثرومتندان فشار می‌آوردند تا پروژه‌ها را تأمین مالی کنند. دولت نظامی کره گروهی از افراد با درآمد بالا را که ثروتشان از طریق روابط فسادآلود با ایسونگمن ری به دست آمده بود را گرد هم آورده بود. این افراد را در آن زمان تحت عنوان «سودبرندگان نامشروع» می‌شناختند. 
اما در این زمان وقتی مشکلات بسیار بالا گرفتند رابرت رابین وزیر خزانه‌داری ایالات متحده و دیگر سران آن کشور تصمیم گرفتند کمکی به میزان ۵۷ میلیارد دلار در ازای تغییر ساختار اساسی در بازارهای کره در اختیار دولت کره بگذارند. کره جنوبی تحت فشار قرار گرفت تا بخش مالی را شفاف‌تر، بازارمحورتر و با مدیریت بهتر اداره کند کند، شرکت‌ها و کارخانجات نیز مکلف شدند طوری خود را اصلاح کنند که سازمان‌های بین‌المللی اجازه حسابرسی از آن‌ها را پیدا کنند.
کیم یانگ سام رئیس‌جمهور کره در دسامبر ۱۹۹۶ اعلام کرد که کره جنوبی با پیوستن به سازمان همکاری و توسعه اقتصادی توانسته به عنوان اقتصادی موفق به رسمیت شناخته شود. وی در این زمان قانون جدید کار را ابلاغ کرد. در این قانون فدراسیون اتحادیه‌های تجاری کره که یک اتحادیهٔ بزرگ تجاری بزرگ با مدیریت دولتی بود و تنها اتحادیه در نوع خود بود که به رسمیت شناخته می‌شد به مدت پنج سال دیگر حفظ شد و کنفدراسیون اتحادیه‌های تجاری مستقل به رسمیت شناخته نشد.

### ۱۹۹۷ تا ۱۹۹۹: بحران صندوق بین‌المللی پول
کره جنوبی در سال ۱۹۹۷ دچار فاجعهٔ اقتصادی شد که تحت تأثیر بحران مالی آسیا شکل گرفته بود. ذخیره ارزی این کشور به ۶ میلیارد دلار کاهش پیدا کرد و بخش اعظم آن قرار بود در دوره بعد خرج شود. کیم یانگ سام که نخستین رئیس‌جمهور غیرنظامی کره در طول سی سال بود نتوانست اقتصاد را از آن وضع نجات دهد و به جای او کیم دای جونگ زمام قدرت را در دست گرفت. رئیس‌جمهور جدید به روشنی با چایبول‌ها یا شرکت‌های خانوادگی عظیم و نظام دولتی و مالی آن زمان مخالفت می‌ورزید. او پس از انتخاب توانست با کمک مردم و دریافت کمک ۵۸ میلیارد دلاری صندوق بین‌المللی پول بدهی‌های کشور را تصفیه نماید و بر مشکلات فائق آید. بحران مالی کره جنوبی هر چند شدید بود اما زمان آن نسبت به دیگر همسایگان کمتر طول کشید.